# Aardbeving IJsland 2008
De aardbeving in IJsland in 2008 vond plaats op 29 mei 2008 en had een kracht van 6,1 op de schaal van Richter. Er raakten door de beving 30 mensen gewond en een aantal schapen kwam om het leven. Veel boerderijen werden beschadigd. Het epicentrum van de aardbeving lag tussen de steden Hveragerði en Selfoss, ongeveer 45 kilometer vanaf de hoofdstad Reykjavik. Het was de zwaarste beving sinds de zomer van 2000.

## Schade
In tegenstelling tot de bevingen in de zomer van 2000 vond de beving van 29 mei 2008 plaats in het meest bevolkte gedeelte van Zuid-IJsland. In het gebied liggen de steden Hveragerði, Selfoss, Eyrarbakki, Stokkseyri en Þorlákshöfn. Er wonen ongeveer 12.000 mensen.